# Сфакс (вилайет)
Сфакс (Сафакис) (араб. ولاية صفاقس‎) — вилайет в Тунисе.
- Административный центр — город Сфакс.
- Площадь — 7 545 км², население — 955 421 человек по переписи 2014 года[1].

## География
На севере граничит с вилайетом Махдия, на северо-западе с вилайетом Кайруан, на западе с вилайетом Сиди-Бу-Зид, на юго-западе с вилайетом Габес. На востоке омывается водами Средиземного моря (залив Габес). В состав вилайета входят острова Керкенна.

## Административное деление
Вилайет Сфакс делится на 16 муатамадиятов или округов:
- Агареб (Agareb)
- Бир-Али-Бен-Халифа (Bir Ali Ben Khalifa)
- Эль-Амра (El Amra)
- Эль-Хенша (El Hencha)
- Грайба (Graïba)
- Джебинияна (Jebiniana)
- Керкенна (Kerkennah)
- Махарес (Mahrès)
- Мензель-Шакер (Menzel Chaker)
- Сакиет-эд-Даир (Sakiet Eddaïer)
- Сакиет-эз-Зит (Sakiet Ezzit)
- Западный Сфакс (Sfax Ouest)
- Южный Сфакс (Sfax Sud)
- Сфакс-Вилья (Sfax Ville)
- Сехира (Skhira)
- Тина (Thyna)